# Árabe sudanês
O árabe sudanês é a variante de árabe falada principalmento no Sudão e em partes da Eritreia como Anseba e Gash-Barka.
Semelhante ao árabe egípcio, embora não compartilhe algumas das propriedades características dos dialetos do norte do Egito (como o do Cairo), o árabe sudanês está particularmente próximo do árabe saidi (falado no centro e do sul egípcio). Também está intimamente relacionado ao árabe hejazi (falado na região de Hejaz, oeste da Arábia Saudita), por exemplo, na pronúncia de certas letras como o "G" sendo a pronúncia da letra árabe Qāf e o "J" sendo a pronúncia de Gimel.